# Horace Bailey
Horace Peter Bailey (* 3. Juli 1881 in Derby; † 1. August 1960 in Langford) war ein englischer Fußballtorwart.
Bailey galt zu seiner Zeit als überragender Amateurtorhüter und spielte insgesamt elfmal für die englische Fußballnationalmannschaft der Amateure und gewann mit dieser die Goldmedaille beim olympischen Fußballturnier 1908.
Für die A-Nationalmannschaft seines Landes absolvierte er 1908 insgesamt fünf Einsätze. Zwischen seinem Debüt am 16. März gegen Wales bei der British Home Championship 1907/08 und seinem letzten Einsatz gegen Böhmen am 13. Juni lagen lediglich 89 Tage. Er gewann mit dem Nationalteam alle fünf Spiele und kassierte dabei nur drei Gegentore.
Auf Vereinsebene begann er seine Karriere 1899 bei Derby County. Von 1901 bis Ende 1902 spielte er in Crich, bevor er sich Ripley Athletics anschloss. 1905 erfolgte sein Wechsel zu Leicester Imperial, die er im Januar 1907 wieder verließ, um sich Leicester Fosse anzuschließen. Bis April 1910 spielte er bei Fosse und kam dabei zu 68 Ligaeinsätzen. Nach einem halben Jahr wieder bei Derby County wechselte er zum FC Stoke, für den er allerdings nur drei Monate spielte und sich dann im Februar 1911 dem FC Birmingham anschloss, wo er seine Karriere auch beendete.
Der Amateurfußballer war Angestellter bei einer britischen Eisenbahngesellschaft.